# 쇼조촌
쇼조촌(勝常村)은 후쿠시마현 가와누마군에 있던 촌이다. 현재의 유가와촌의 서쪽 절반에 해당한다.

## 역사
- 1889년 4월 1일 - 정촌제 시행에 의해 가쓰쇼촌, 사노메촌, 구마노메촌, 다가와촌, 미카와촌, 도바타촌의 구역을 가지고 성립하였다. 현재의 유가와촌의 서쪽 절반에 해당한다.
- 1957년 3월 31일 - 아이가와촌과 합병해 유가와촌이 성립하여, 동일 쇼조촌은 폐지되었다.

## 교통

### 도로
- 국도 49호선

## 참고문헌
- 角川日本地名大辞典 7 福島県